# فرانسوا أرنود
فرانسوا أرنود (بالفرنسية: François Arnaud)‏ وإسمه الحقيقي فرانسوا باربو (بالفرنسية: François Barbeau)‏ وهو ممثل أفلام ومسرح ودراما كندي ولد في يوم 5 يوليو 1985 في مدينة مونتريال في كوبيك في كندا، مثل في مسلسل البورجياس وأدى دور تشيزري بورجا كما مثل في مسلسلات كندية ناطقة بالفرنسية.

## روابط خارجية
- فرانسوا أرنود على موقع IMDb (الإنجليزية)
- فرانسوا أرنود على موقع ميتاكريتيك (الإنجليزية)
- فرانسوا أرنود على موقع روتن توميتوز (الإنجليزية)
- فرانسوا أرنود على موقع ألو سيني (الفرنسية)
- فرانسوا أرنود على موقع أول موفي (الإنجليزية)
- فرانسوا أرنود على موقع قاعدة بيانات الأفلام السويدية (السويدية)
- فرانسوا أرنود على موقع قاعدة بيانات الفيلم (الإنجليزية)
- فرانسوا أرنود على موقع ليتربوكسد (الإنجليزية)
- فرانسوا أرنود على موقع كينوبويسك (الروسية)